# Szemlér Mihály
Szemlér Mihály (Pest, 1833. július 4. – Budapest, Terézváros, 1904. február 28.) festő, grafikus.

## Pályafutása

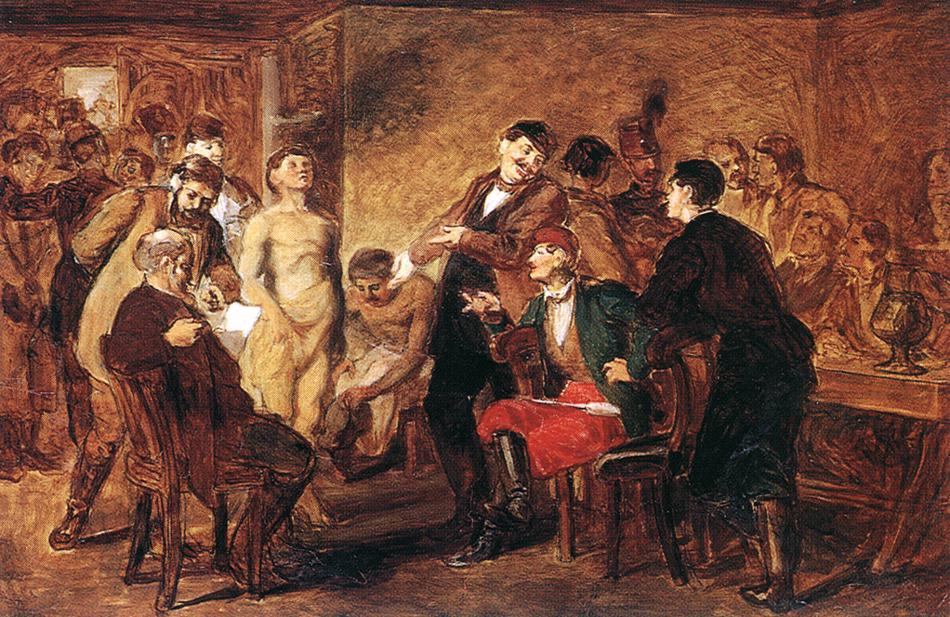
Szemlér Mihály: Sorozás

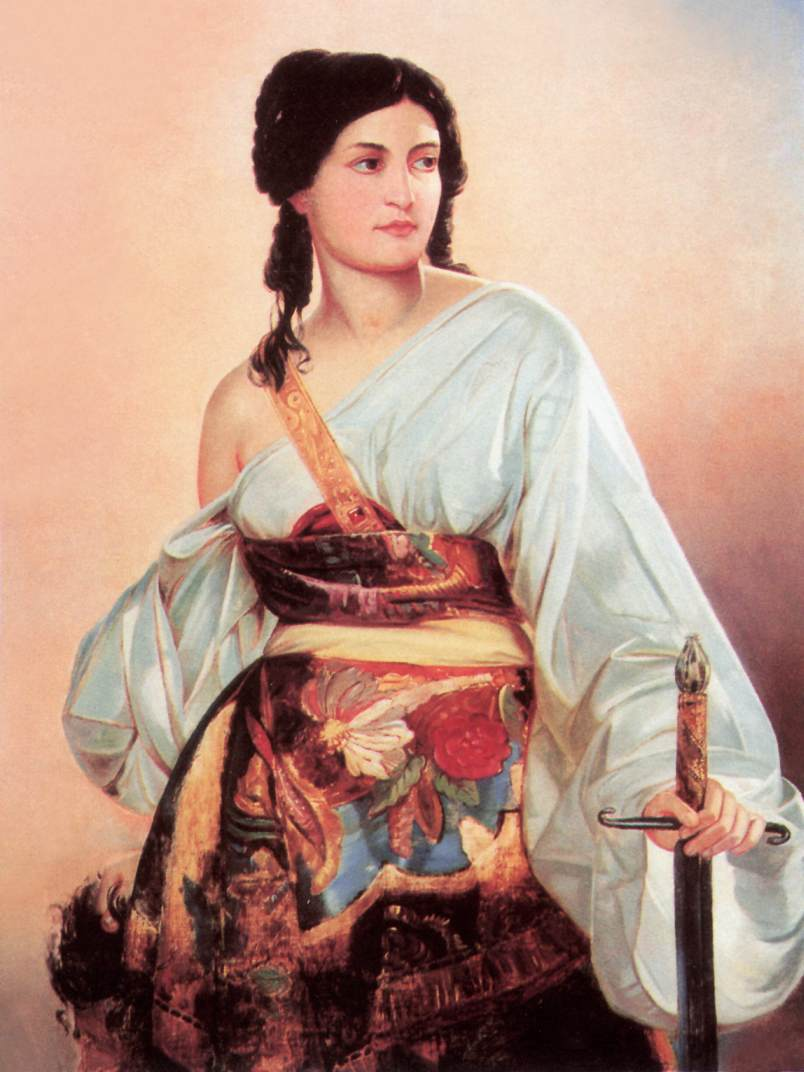
Szemlér Mihály: Judit (1868)

Egyszerű polgári család gyermekeként született. Apja Szemlér Ignác, anyja Pfeiffer Terézia volt. A pesti piarista gimnáziumban tanult, majd 1848-ban beállt honvédnak. Tizenöt évesen harcolt a szabadságharcban a 140. zászlóalj katonájaként. 1849 augusztusában Guyon Richárd táborkarához került hadnagyi rangban. A temesvári csatát (1849 augusztus 9.) követően Orczyfalva mellett az osztrákok elfogták és Temesvárra vitték, ahol kardjától és tiszti ruhájától megfosztva munkára kényszerítették. Megszökött, majd bujdosott, szeptember végén került vissza Pestre rongyos ruhában, fáradtan és éhezve. Édesanyja először fel sem ismerte fiát, hanem mint bujdosót alamizsnával kínálta meg.
Hamarosan a festészetre adta magát, jelentkezett a Marastoni Jakab által alapított Pesti Első Magyar Képző Művészetek Akadémiájába. Az intézményben 1850-ben és 1851-ben elsőfokú kitüntetést és oklevelet kapott. 1852-től már a bécsi Képzőművészeti Akadémián folytatta tanulmányait, itt két évig járt Ruben történelmi mesteriskolájába. Miután hazatért Pestre, az Első Magyar Festészeti Akadémia pályázatán elnyerte segédtanítói állást, 1855 és 1857 között működött ebben a minőségben. 1858. október 1-jén a pesti IV. kerületi főreáliskolához került, ahol segédtanítóként szabadkézi rajzot oktatott, majd 1860-ban a pestvárosi községtanács ugyanitt helyettes tanárrá nevezte ki. Egyúttal 1859-tól a kegyes tanítórend gimnáziumában rajztanár volt, majd működik. 1861-től a pesti reáliskola rendes tanára, ahol 32 évig oktatott.
Tanulmányúton járt 1858-ban Prágában, 1864-ben és 1870-ben Olaszországban, ahol megfordult Velencében, Firenzében, Rómában, Milánóban és Nápolyban. Németországban Berlint, Münchent és Nürnberget látogatta meg.
1868-ban megfestette Gara megvédi Mária királynét a lázadó horvátoktól című nagy történelmi képét, amelyre fél évig készült kutatások és tanulmányok által. Az 1860-as években több történelmi tárgyú kőrajzot is készített. Többször töltötte a nyarat a Somssich grófi családnál Mikén. Munkácsy Mihály Szemlér Biró uram c. képére ezt mondta: „Ez az igazi magyar tipus, nem pedig a milyet ti pingáltok, csupa tótot”.
Szemlér Mihály az 1880-as évektől tájfestészettel foglalkozott, képeinek nagy részét Szadán készítette. Több kiadványhoz is készített illusztrációkat. (Radó Vilmosnak 1883-ban, Gyulai Pálnak 1889-ben, Halász Ignácnak 1897-ben és 1899-ben megjelent mesekönyveinek illusztrációi az ő munkái) Az Ország-Világban és a Bojtorján című lapokban is jelentek meg karikatúrái. Kőrajzokat és rézkarcokat is készített, Than Mórral, Székely Bertalannal, Telepy Károllyal, Újházival, Orlai Somával és Jakobey Károllyal (1873) iskolai szemléltető faliképeket is rajzolt.
Táj- és zsánerképeket is festett és több értekezést írt a rajztanítás módszeréről.
1890-ben vonult nyugalomba, azonban élénken részt vett a millenniumi kiállítás szervezésében a XV. csoport csoportbiztosaként. 1904. február 28-án hunyt el agyszélütés következtében.
Műveiből 1904-ben rendeztek hagyatéki kiállítását a Nemzeti Szalonban. Több műve megtalálható a Magyar Nemzeti Galériában.

## Művei
- Elemi rajzlapok középtanodák számára. Budapest, év n. és 1890, négy füzet
- Rajzlapok szabadkézzel való rajzoláshoz. Budapest, év n., négy füzet